# Vatimont
Vatimont é uma comuna francesa na região administrativa de Grande Leste, no departamento de Moselle. Estende-se por uma área de 8,13 km². Em 2010 a comuna tinha 327 habitantes (densidade: 40,2 hab./km²).